# Landtagswahl in Bayern 1974
- SPD: 64
- FDP: 8
- CSU: 132

- Regierung: 132
- Opposition: 72

Die Wahl zum 8. Bayerischen Landtag fand am 27. Oktober 1974 statt. 
Die Wahlbeteiligung lag bei 77,7 %.

## Ergebnis
Die CSU erzielte bei dieser Wahl ihr bis heute bestes Landtagswahlergebnis. Ihr fehlten nur vier Sitze für eine Zweidrittelmehrheit der Parlamentssitze. 
Bei dieser Landtagswahl galt zum ersten Mal die Fünf-Prozent-Hürde im Freistaat. Die FDP konnte sie knapp überwinden, wodurch mit CSU, SPD und FDP drei Parteien im Landtag vertreten waren.
| Partei   | Erst- stimmen | Zweit- stimmen | Summe     | Summe in Prozent | Sitze |
| -------- | ------------- | -------------- | --------- | ---------------- | ----- |
| CSU      | 3.520.065     | 3.481.486      | 7.001.551 | 62,08 %          | 132   |
| SPD      | 1.739.245     | 1.669.881      | 3.409.126 | 30,23 %          | 64    |
| FDP      | 297.281       | 289.252        | 586.533   | 5,20 %           | 8     |
| NPD      | 63.581        | 58.164         | 121.745   | 1,08 %           | –     |
| BP       | 47.211        | 40.224         | 87.435    | 0,78 %           | –     |
| DKP      | 24.834        | 21.056         | 45.890    | 0,41 %           | –     |
| BSP      | 11.602        | 7.903          | 19.505    | 0,17 %           | –     |
| KPD (AO) | 680           | 6.121          | 6.801     | 0,06 %           | –     |

Nach der Wahl bildete die CSU eine Alleinregierung unter der Führung von Alfons Goppel (Kabinett Goppel IV).
Goppels Herausforderer, Bundesjustizminister Hans-Jochen Vogel (SPD), verzichtete auf einen Wechsel in die Landespolitik und verblieb im Kabinett von Bundeskanzler Helmut Schmidt.